# Carsten Sieling
Carsten Sieling, född 13 januari 1959 i Nienburg, Västtyskland, är en tysk ekonom och socialdemokratisk politiker tillhörande SPD. Han var mellan juli 2015 och augusti 2019 Bremens senatspresident.

## Biografi
Sieling var från 1995 till 2009 medlem av Bremens borgerskap, från 2005 som gruppledare för SPD-gruppen. Från 2004 till 2006 var han ordförande för SPD-distriktet i Bremen. Från 2009 till 2015 var han ledamot av Tysklands förbundsdag för valkrets 54 (Bremen I). I juli 2015 lämnade han sitt mandat i förbundsdagen för att istället väljas som efterträdare till Jens Böhrnsen (SPD) som senatspresident och borgmästare i Bremen.